# Bandera Tour
Bandera Tour é a quinta turnê promocional da cantora brasileira Claudia Leitte, em apoio ao seu EP Bandera Move (a ser lançado em dezembro de 2019). A turnê marca o retorno oficial de Leitte aos palcos após dar a luz à sua terceira filha, Bela.

## Desenvolvimento
No dia 11 de outubro, Leitte reuniu a imprensa brasileira para uma coletiva de imprensa na sede do Twitter para falar sobre o "Bandera Project", projeto que agloba sua turnê Bandera Tour, assim como o single Bandera e o seu segundo álbum de estúdio Bandera Move. Com direção executiva de Leitte, o show é dividido em quatro atos, cada uma se referindo a uma estação do ano: primavera, verão, outono e inverno. Para a composição cenário, existe uma grande árvore oliveira no centro do palco, que também ilustra o símbolo da turnê. A oliveira foi escolhida por ser muito fértil e por representar os ciclos da vida e por estar alinhada ao conceito do "Bandera Project": "o que te move?" Durante a coletiva de imprensa do "Bandera Project", Leitte explicou sobre o significado do logotipo: "Independente da estação, você vai continuar com folhas lindas, mesmo que elas se renovem, e dando frutos no tempo certo. O meu show é dividido em quatro estações e a gente fala dessa história. Independente do tempo que passe, minhas raízes estão fincadas na minha história, no lugar de onde vim, e lá é onde os rios correm. É uma metáfora que vai ficar muito profunda, é muito maternal. Eu me sinto como essa árvore." Quanto as vestimentas, Leitte fechou mais uma vez uma parceria com o stylist Renato Thomaz e a grife Água de Coco. Para o repertório, Leitte optou por inserir cinco músicas que estarão presentes no álbum Bandera Move, sendo elas Bandera, Let's Go, Fin de Semana, Rebolada Bruta e Bailame.

## Repertório
O repertório abaixo é constituído do primeiro concerto da turnê, realizado em 26 de outubro de 2019 em Salvador, não sendo representativo de todas as apresentações.
1. "Bandera" (acústico)
2. "Carnaval" / "Corazón" / "We Are One (Ole Ola)"
3. "Let's Go"
4. "Baldin de Gelo"
5. "Fin de Semana"
6. "Taquitá"
7. "Cartório"
8. "Balancinho"
9. "Largadinho"
10. "Matimba"
11. "Rebolada Bruta"
12. "Claudinha Bagunceira"
13. "Beijar na Boca"
14. "Insolação do Coração"
15. "Amor Toda Hora"
16. "Dia da Farra e do Beijo"
17. "Caranguejo" / "Safado, Cachorro, Sem-vergonha"
18. "Bailame"
19. "Bem-vindo Amor" / "Trilhos Fortes" / "Pensando em Você" / "Bola de Sabão"
20. "Saudade de Você" / "Stay"
21. "Pássaros" / "Signs" / "Doce Paixão"
22. "Amor Perfeito"
23. "Foto na Estante" / "Cai Fora"
24. "Saudade" / "Nossa Gente (Avisa Lá)" / "Faraó (Divindade do Egito)"
25. "Elixir"
26. "Dekole"
27. "Exttravasa"
28. "Fulano in Sala"
29. "Bandera"
30. "What a Beautiful Name"

## Datas
| Data                   | Cidade         | Estado              | País           | Local            | Evento               | Tipo           |                |
| América do Sul         | América do Sul | América do Sul      | América do Sul | América do Sul   | América do Sul       | América do Sul | América do Sul |
| ---------------------- | -------------- | ------------------- | -------------- | ---------------- | -------------------- | -------------- | -------------- |
| 26 de outubro de 2019  | Salvador       | Bahia               | Brasil         | Wet'n'Wild       | Micareta Salvador    | Palco          |                |
| 27 de outubro de 2019  | Salvador       | Bahia               | Brasil         | Wet'n'Wild       | Micareta Salvador    | Trio Elétrico  |                |
| 2 de novembro de 2019  | Araruama       | Rio de Janeiro      | Brasil         |                  | Expo Araruama        | Palco          |                |
| 23 de novembro de 2019 | São Paulo      | São Paulo           | Brasil         | Arena Anhembi    | Eletriza             | Palco          |                |
| 13 de dezembro de 2019 | Natal          | Rio Grande do Norte | Brasil         | Arena das Dunas  | Carnatal             | Trio Elétrico  |                |
| 21 de dezembro de 2019 | Campina Grande | Paraíba             | Brasil         | Evento cancelado | Esquenta Campina     | Trio Elétrico  |                |
| 27 de dezembro de 2019 | Natal          | Rio Grande do Norte | Brasil         | Praça do Gringos | Natal em Natal       | Palco          |                |
| 29 de dezembro de 2019 | Rio de Janeiro | Rio de Janeiro      | Brasil         | Marina da Glória | Blow Out White Party | Palco          |                |
| 10 de janeiro de 2020  | Ilhéus         | Bahia               | Brasil         | Batuba Beach     | Batuba Beach Sound   | Palco          |                |